# ファビオ・ピサカーネ
ファビオ・ピサカーネ（Fabio Pisacane、1986年1月28日 - ）は、イタリアの元サッカー選手。現役時代のポジションはDF。

## 経歴
14歳の時に難病のギラン・バレー症候群を発症。
ジェノアCFCの下部組織の出身で、2005年にトップチームに昇格するが、出場機会に恵まれず、セリエBなどのクラブを転々としてきた。2008年に在籍したACキエーヴォ・ヴェローナではすぐに放出され、セリエAデビューは叶わなかった。
2012年6月14日、テルナーナ・カルチョとの契約を延長した。2013年7月11日、USアヴェッリーノ1912と契約した。
2015年7月14日、カリアリ・カルチョに移籍した。2016年9月18日に行われたアタランタBC戦で30歳にして念願のセリエA初デビューを飾る。イギリスの大手一般新聞『ガーディアン』の年間最優秀選手賞に選出された。
2021年1月19日、USレッチェに移籍した。